# ペンデュラム (バンド)
ペンデュラム (Pendulum) は、オーストラリア、パース出身のエレクトロニック・ミュージック・バンド。現在はイギリスに拠点を移し、ロンドンを中心に活動を行っている。2002年結成。

## 来歴

### 2002年-2007年: 結成 - ファースト・アルバムのリリース
オーストラリアのスコッチ大学にて出会ったロブ・スワイヤーとギャレス・マクグリレンは、大学卒業後にギターのジェイ・バーンズ(Jay Burns)とドラマーの現在はShockOneとして活動するカール・トーマス(Karl Thomas)と共にメタルコア・ヘヴィメタル・バンドのXygenを結成する。数曲をインディーでリリースした後、同バンドは2000年に解散、この頃からロブ・スワイヤーとギャレス・マクグリレンがパソコンベースでの電子音楽の作曲活動へと移行する。特にロブ・スワイヤーはAnscenicという名義を用いてハードコアテクノのレーベル、Hardline Rekordingzからミニ・アルバムをリリースするなどの活動をし、ペンデュラム結成への下地となった。
2002年にロブ・スワイヤーとギャレス・マクグリレンによって、ドラムンベースのDJデュオとしてペンデュラムを結成。ほどなくして3人目のDJ・プロデューサーとしてエル・ホーネットことポール・ハーディングが加入する。結成こそオーストラリアなものの、活動拠点はドラムンベース発祥の地イギリスとし、国内でDJとしてのキャリアを積み重ねていく。翌2003年にはペンデュラム名義として最初の曲「Vault」がイギリスのDJ、Doc Scottのレーベル、31 Recordsのコンピレーション・アルバムに収録の形でリリース。更に同年、デビュー・シングルとして「Spiral」、エル・ホーネットによるミックスCDが付いたコンピレーション・アルバム『Jungle Sound: The Bassline Strikes Back!』がBreakbeat Kaosよりリリースされる。1990年代に活躍したドラムンベース・ユニット、Bad Company UKのメンバーであるAdam FとDJ FreshのレーベルであるBreakbeat Kaosの記念となる最初のリリースであったため、ペンデュラムの名が徐々にドラムンベース・シーンに注目されるようになっていく。
転機が訪れたのは2005年、Breakbeat Kaosよりデビュー・アルバム『Hold Your Colour』がリリースされる。このアルバムはドラムンベース・シーンでは異例ともいえる22万5000枚に及ぶセールス、同年8月16日には全英アルバムチャートで最高29位を記録し、イギリスとオーストラリアでゴールドディスクと認定された。同アルバムに収録された楽曲は多数のゲームソフトやテレビ番組にも採用され、ペンデュラムの知名度を一気に広げることとなった。2006年には新たにMCのベン・ヴァース、ギターのプレダー・アップ・グワイネッド、ドラマーのポール・コディッシュが加入し、DJだけでなく楽器によるバンド演奏のスタイルも取り入れていった。

### 2007年-2009年: メジャー・デビュー
2008年には名門ワーナー・ミュージックよりセカンド・アルバム、そしてファースト・メジャー・アルバムとして『イン・シリコ』がリリースされメジャー・デビューを飾る。このアルバムよりロック色が強い楽曲が多く作られるようになり、ドラムンベースのファンだけでなくロックのファンも取り入れることに成功する。方向性の転換は音楽評論家には概ね好評であったものの、英ガーディアン紙は「古臭い」との評価を下した。しかしながらアルバムは全英アルバムチャートで2位、オーストラリアのARIAチャートで9位、更にアメリカのビルボードのトップ・エレクトロニック・アルバムチャートで9位、のヒットを記録した。2008年にはイギリス最大のコンサート会場ブリクストン・アカデミーでワンマン・ライブを、2009年には世界最大規模のロック・フェスティバル、グラストンベリーに出演し、更にバンドとして初のヨーロッパツアーを敢行した。しかし、それからほどなくしてドラマーのポール・コディッシュが脱退と発表された。脱退の理由については明かされていない。

### 2009年-2015年: サード・アルバム - 活動休止
2009年後半にはサード・アルバムが製作中であることが明かされ、また、脱退したドラマーのポールに代わって新たにケヴィン・ジョセフ・サウカの加入が発表された。そして2010年、サード・アルバム『イマージョン』がリリース。前作のロック色を残しつつ、プロディジーのリアム・ハウレットや、メタルバンドのイン・フレイムス、スティーヴン・ウィルソンといったビッグネームを客演に迎え、ドラムンベースの楽曲だけでなく、この時期より世界的流行を見せ始めていたEDMに分類される楽曲を盛り込んだアルバムに仕上がっている。このアルバムは全英アルバムチャートにてバンドとして初の1位を記録する快挙を成し遂げた。『イマージョン』には「アルバムの雰囲気にそぐわない」との理由でお蔵入りになった楽曲「Ransom」が存在していたが、この曲は2011年3月11日に日本で発生した東北地方太平洋沖地震に伴う東日本大震災への支援として折り鶴をモチーフにしたジャケットと共にバンドの公式ホームページ内ストアで配信限定の販売を実施した。この売上は全額日本赤十字社と国境なき医師団に寄付されることになる。あくまでお蔵入りの曲であった為か、現在は配信が停止しており、購入はできない。
バンドとしての過渡期を迎えながらも、2011年3月29日にバンドの中心メンバーロブ・スワイヤーが自身のTwitter上で、ペンデュラムとしてのニュー・アルバムが長期間無いことをツイートし、バンドは事実上の無期限活動中止に入ることとなった。ただし、エル・ホーネットとベン・ヴァースのDJセットは継続して活動を行うこととなった。
同時期にペンデュラムのオリジナル・メンバー、ロブ・スワイヤーとギャレス・マクグリレンのEDMユニット、ナイフ・パーティーが結成され、ペンデュラムの中心メンバーであったロブ・スワイヤーとギャレス・マクグリレンはナイフ・パーティーとしての活動に傾倒していくこととなる。2014年にインターネット掲示板のredditで開催されたナイフ・パーティーのメンバーによる「Ask Me Anything?(何か質問ある?)」において、ペンデュラムとしての活動についてファンに質問されたロブ・スワイヤーは既にペンデュラムへの活動に対する情熱を失っているとの旨を延べ、その理由に、バンドセットにおけるツアーにかかる多額の金銭問題、自身のドラムンベースに対する制作意欲の減退などが挙げられた。ただし、ペンデュラムとしてのアルバムは契約履行のためにすでに制作が行われていることも明かされた。

### 2015年-現在: デビュー10周年、活動再開へ
2015年7月25日はペンデュラム躍進のきっかけとなったファースト・アルバム『Hold Your Colour』のリリースから丁度10周年の日であり、メンバーがそれぞれSNS上で10年を祝した。また、8月22日にはイギリスの音楽フェスティバル、Vフェスティバルにて、ペンデュラムのDJセットにロブ・スワイヤーとギャレス・マクグリレンの2人が予告なしに参加し、結成当初のメンバーが一堂に会した。終了後、ロブ・スワイヤーはTwitterで「ペンデュラムとしての出演は4年ぶりだ、4年だよ」と感慨深い感想を残し、ペンデュラムの活動再開をほのめかした。そして、2015年12月、アメリカのマイアミで開催されるウルトラ・ミュージック・フェスティバルのヘッドライナーとしてナイフ・パーティーと共に「Pendulum Returns」の名で出演が発表され、およそ4年に及ぶ活動休止状態からの復活が決定的なものとなった。
2016年3月20日（現地時間）、3日間に及ぶウルトラ・ミュージック・フェスティバルのメインステージのトリを飾ることとなったナイフ・パーティーとペンデュラムは、前半はナイフ・パーティーのDJセットに加えて、他の楽曲にペンデュラムの楽曲のボーカルを載せるマッシュアップと呼ばれる手法を用いたミックスを披露し、後半はペンデュラムとして4年ぶりのバンドセットを披露、ペンデュラムの楽曲だけでなく、デッドマウスをゲストに迎え、ロブ・スワイヤーがボーカルとして参加した「Ghost N Stuff」や、加えてナイフ・パーティーの楽曲「Begin Again」をバンドセットで披露する、この日しか見られないパフォーマンスを行い、活動再開となった。
2017年8月10日にロブ・スワイヤーは自身のTwitter上で「EDMのドロップ（曲の盛り上がる箇所）やフェスティバル仕様のベースにはうんざりだ。ペンデュラムの新しいアルバムを制作予定だ」と表明し、翌2018年1月2日には「アルバムはEPとして分割されるかもしれないが、そのリリース前にペンデュラムのリミックス・アルバムが出るだろう」とした。
2月3日にベン・ヴァースが自身のInstagramで写真と共にペンデュラムからの脱退を表明。理由はここでは述べられていないが、2017年のDJセットのツアーにも参加しておらず、その理由をファンにTwitterで問いかけられたロブ・スワイヤーによると、自身の運営するレーベルの運営や楽曲制作に多忙であったことが明かされている。

## 作風
BPM170-180帯のオーソドックスなドラムンベースとブレイクビーツのパターンを基盤に、生楽器によるギターノイズとドラムビートを組み合わせた、ロックへのアプローチが強いダンス・サウンドを実践する。ボーカル＋MC＋バンドの基本構成に、背後でラップトップパソコンやターンテーブル、プロジェクターにシンセサイザーまで、実に多彩な電子機器を導入したサウンドプロダクションを駆使するそのライヴ・パフォーマンスは評価が高い。
ペンデュラムは他のアーティストの楽曲のリミックスも手掛けており、プロディジーの「Voodoo People」や、カルヴィン・ハリスの「I'm not alone」といったエレクトロニック・ミュージックだけでなく、メタリカの「Master of Puppets」、リンキン・パークの「The Catalyst」といったロックバンドのリミックスをも展開する。

## ビーフ
2006年にはペンデュラムの古巣ともいえるレーベル、Breakbeat KaosがペンデュラムのBreakbeats Kaosからのリリース2周年を記念したミックスをペンデュラム側の許可なしに楽曲をインターネット上で配布したことからペンデュラムとBreakbeat Kaosとのビーフ（論争）に発展し、ロブ・スワイヤーがメンバーを代表してインターネット上のドラムンベースのコミュニティサイト、Dogs on AcidにBreakbeat Kaosを非難する声明を出した。このビーフにより軋轢が生じたものの、ペンデュラムのシングル「Witchcraft」、「The Island」におけるレコード盤の流通にBreakbeat Kaosが協力しており、現在は和解している。
ドラムンベース黎明期から活動するGoldieは、ペンデュラムの楽曲「Granite」について「クソみたいな曲だ」と述べ、ペンデュラムのメジャーデビュー後の楽曲はコアなドラムンベース・シーンに到底受け入れがたいものであるとの非難をした。これに対し、ギャレス・マクグリレンは「ペンデュラムは正統なブレイクビーツであり、ハウスであり、ハードコアなんだ」、「広義のドラムンベースと捉えるべきだ」と英タイムズ紙のインタビュー内で主張した。ギャレスによればGoldieはペンデュラムのサード・アルバム『イマージョン』を評価しており、現在は和解したとのこと。

## メンバー

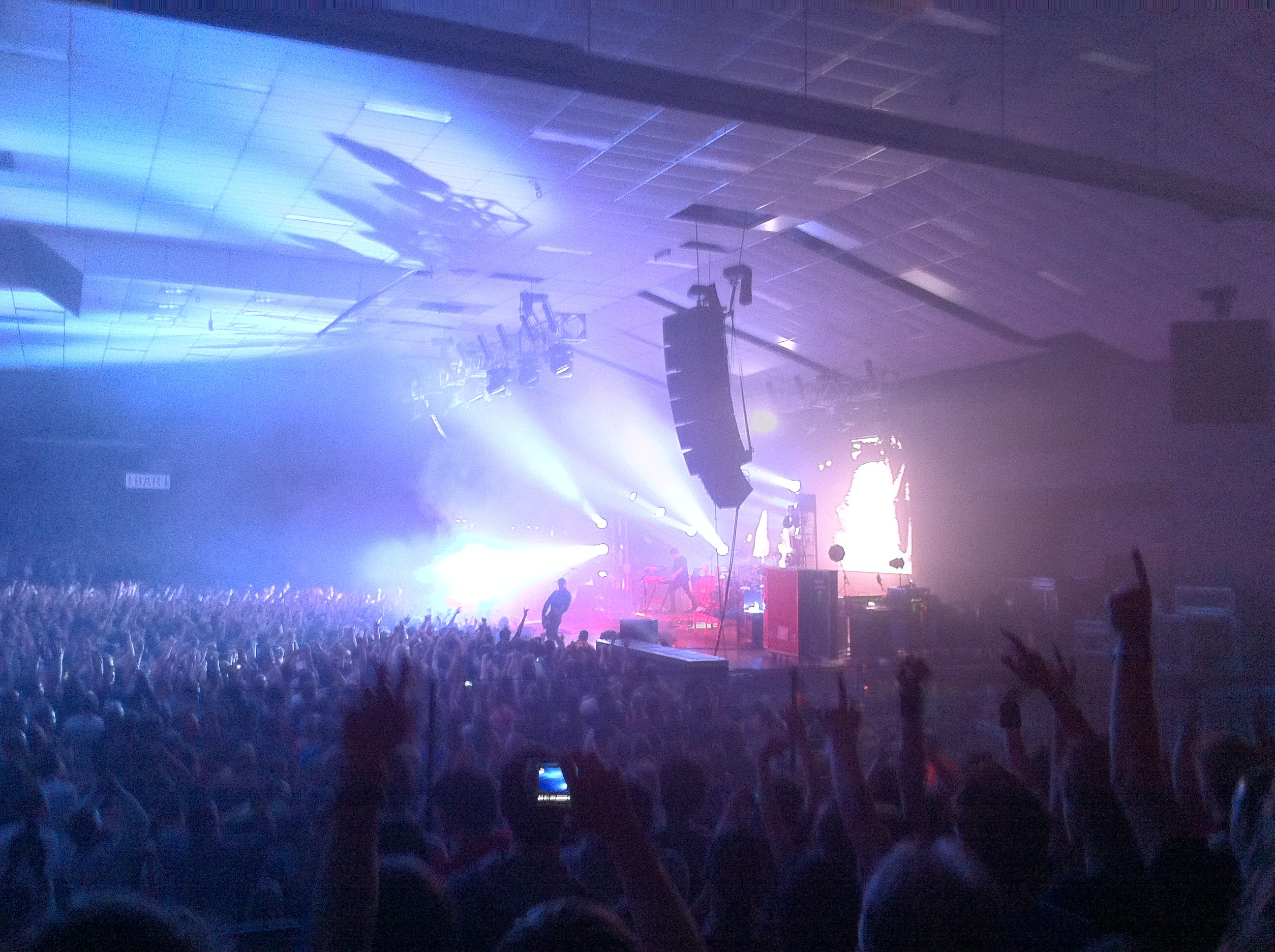
Live, Melbourne 2010

### 現メンバー
- ロブ・スワイヤー (Rob Swire) - ボーカル、シンセサイザー、プロデュース、DJ 2002-現在

1982年11月5日生まれ。オーストラリア西部のパースで生まれ育つ。メタルバンドXygenを経てペンデュラムを結成し、その後ナイフ・パーティーを始動。ペンデュラム名義すべての楽曲のプロデュースを手掛けるバンドの中心的存在。ボーカリストとしても活躍し、デッドマウスの「Ghost N Stuff」、エリック・プライズの「Breath」に客演で参加している。ペンデュラムがバンドセットの活動をする以前は自身もDJとしてブースに立っていたが、以後はエル・ホーネットにペンデュラムの活動におけるDJの大部分を任せている。バンドセットではシンセサイザーとStarr Labs社のギター・ベース型MIDIコントローラー「Ztar」を用いる。楽曲制作にはかつてはCubaseを、現在はNuendoを使用している。プロデューサーとしてリアーナやタイオ・クルーズなどへの楽曲提供も行っている。
- ギャレス・マクグリレン(Gareth McGrillen) - ベース、コーラス、プロデュース、DJ 2002-現在

1982年10月16日生まれ。ロブと同じくオーストラリアで育つ。Xygenを経てペンデュラム、ナイフ・パーティーのメンバーとして活動し、キャリアのほとんどをロブと共に活動している。2016年のウルトラ・ミュージック・フェスティバルでは、病気のため欠席したMCのベン・ヴァースに代わってMCを務めた。
- ポール"エル・ホーネット"ハーディング (Paul "El Hornet" Harding) - DJ、マニピュレーター 2002-現在

MCのベン・ヴァースと共にDJセットをこなす他、ライブセットの場合でも舞台袖でマニピュレーターを務めることもある。ミュージシャンとしての活動の傍ら、ロンドン北部のハリンゲイの地元食材を使った食料店兼レコードショップ、「Harringay Local Store」を経営している。
- プレダー・アップ・グワイネッド (Peredur ap Gwynedd) - ギター 2006-現在

1975年4月17日生まれ。ウェールズ人であり、ドラムンベース・ユニット、アポロ440のサポート・ベーシスト、Rheinallt ap Gwynedd、女優のLlinor ap Gwyneddを兄妹に持つ。2006年加入。ペンデュラム加入以前はイギリスはウェールズのタレントショー「Wawffactor」の審査員を務めていた。ペンデュラムの他にキム・ワイルドの楽曲やイギリスのラッパー、タイニー・テンパーのツアーにギタリストとして参加している。サード・アルバム『イマージョン』からは自身も一部楽曲で作曲として参加している。Peavey社のギターを愛用し、通常のエフェクターだけでなく、ペンデュラムの音を再現するためにNative Instrumentsのギターリグやソフトウェアエフェクトを用いる。
- ケヴィン・ジョセフ・サウカ (Kevin Joseph Sawka) - ドラムス 2009-現在

1977年10月10日生まれ。アメリカ、シアトル育ち。愛称はKJ。2009年未明より加入。リトルリーグに入っていた幼少期に自動車のプラモデルを組み立て中、ハサミで腕を切りケガをしたために野球少年としてのキャリアを絶たれ、その後12歳からドラマーへの道に進む。ペンデュラム加入以前はロンドン・エレクトリシティのアルバムに参加するなど、ドラムンベース・ジャングルのアーティストと共に活動してきた。カナダのDJ、Excisionのプロジェクト、DESTROIDのドラマーとしても活躍。TAMAのドラムセットとマイネルシンバル・セイビアンシンバル、加えてRolandのV-Drumsのドラムパッドのハイブリッドキットを使用する。

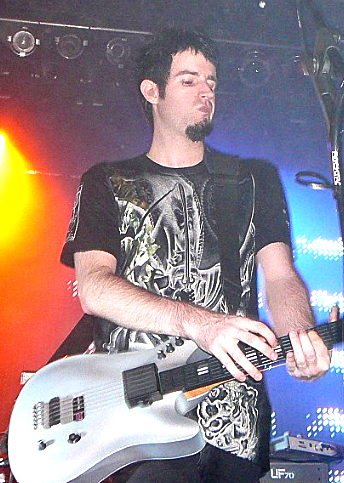
ロブ・スワイヤー
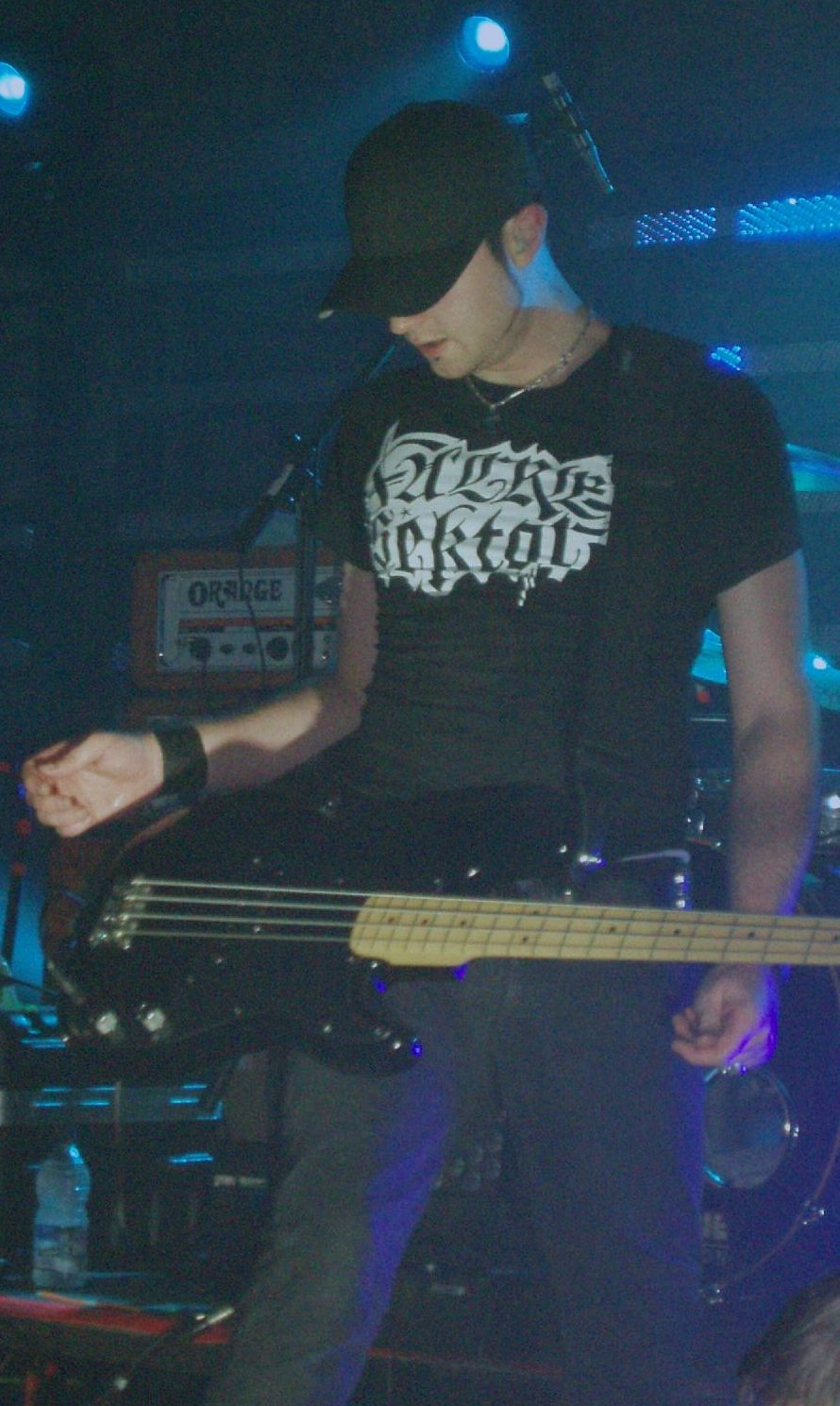
ギャレス・マクグリレン
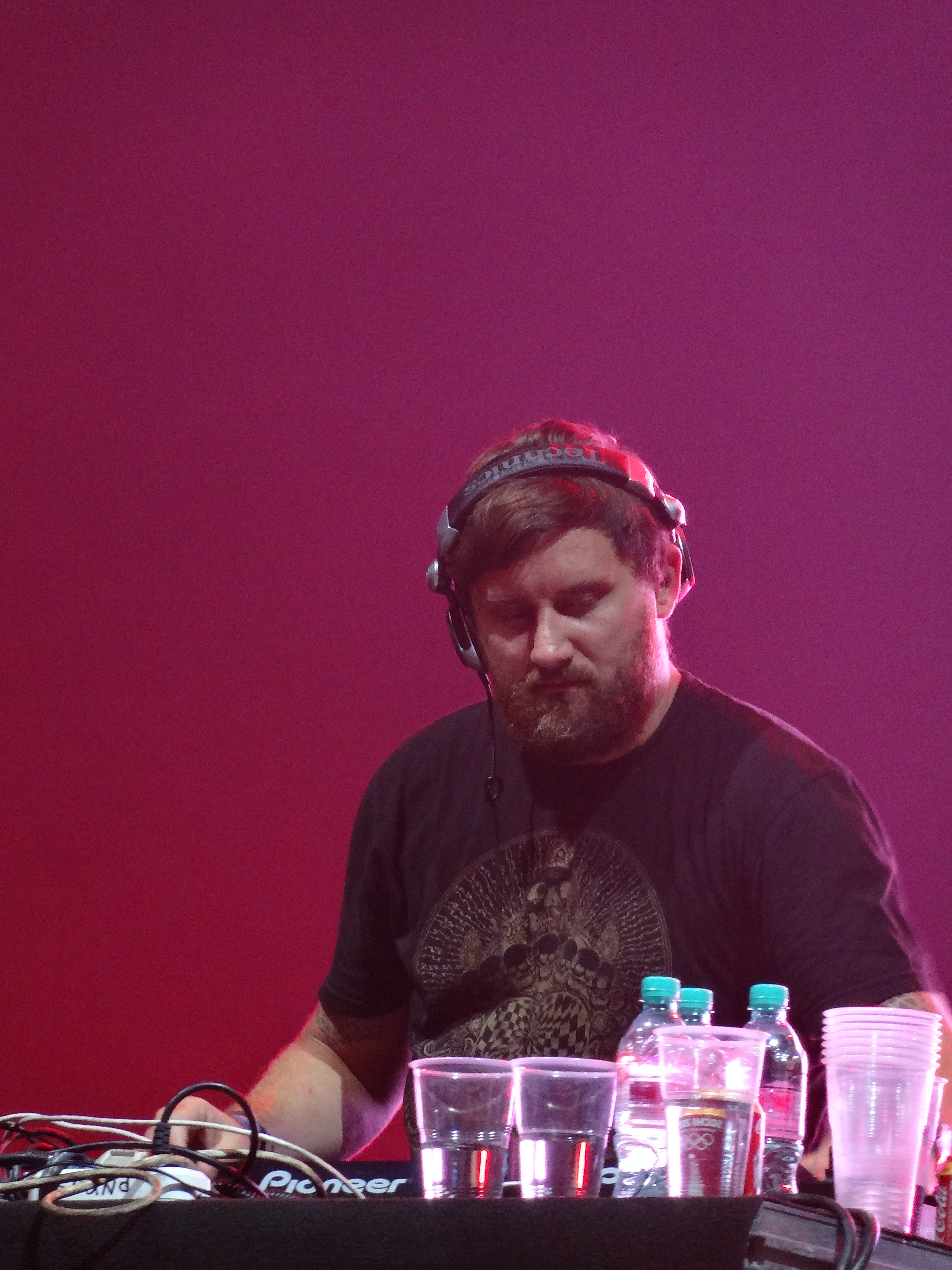
エル・ホーネット
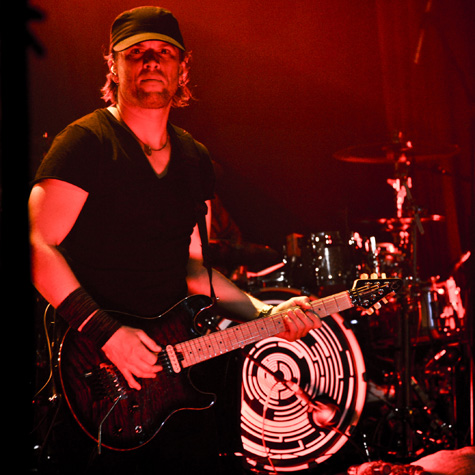
プレダー・アップ・グワイネッド
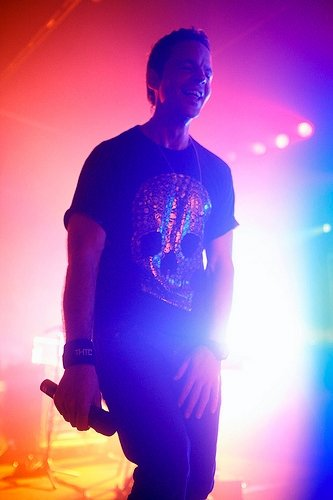
ベン・ヴァース
KJサウカ

### 旧メンバー
- ポール・コディッシュ(Paul Kodish) - ドラムス 2006-2009

2006年に加入し、2009年に脱退。ペンデュラム加入以前はアポロ440のメンバーや、Bad Company UKのサポートドラマーとして参加。グレッチのドラムセットとジルジャンシンバルを使用していた。現在はDJ Freshのプロジェクト「FRESH/LIVE」にドラマーとして参加している。
- ベン"ザ・ヴァース"マウント (Ben "The Verse" Mount) - MC、ボーカル 2006-2018

1977年4月14日生まれ。リーズ大学中退後ライブMCとして90年代にドラムンベースのイギリス国内のクラブイベントを中心にキャリアを重ねる。MCとして2006年に加入。ライブセットとDJセット両方のMCを務める。一部楽曲のライブセットでは代理としてボーカルも務め、『イマージョン』収録の「The Vulture」は初めて自身がボーカルを務める曲として書き下ろされた。ダブステップ・レーベル、クランチ・レコーディングスのオーナーであり、自身もダブステップ・グライムのプロデューサーとして数々のリリースを行っている。

### サポートメンバー
2006年にプレダー、ベンの2名が常任のメンバーとして定着する以前にライブセットに帯同したサポートメンバー。
- マット・ホワイト (Matt White) - ギター
- MCジェイクス(MC Jakes) - MC

## ディスコグラフィ

### スタジオ・アルバム
| 2005                                      | Hold Your Colour       | - 発売日: 2005年7月25日 - レーベル: Breakbeat Kaos - フォーマット: CD, LP, digital download - 全英売上: 22.5万枚                  | 29 | 40 | —  | —  | —  | —  | —  | —  | - UK: プラチナ - AUS: ゴールド |
| 2008                                      | イン・シリコ In Silico | - 発売日: 2008年5月12日 - レーベル: Warner Music, Ear Storm, Atlantic - フォーマット: CD, LP, digital download                    | 2  | 9  | —  | —  | —  | —  | 21 | —  | - UK: プラチナ                 |
| 2010                                      | イマージョン Immersion | - 発売日: 2010年5月24日 - レーベル: Warner Music, Ear Storm, Atlantic - フォーマット: CD, LP, digital download - 全英売上: 30万枚 | 1  | 3  | 20 | 50 | 15 | 48 | 3  | 43 | - UK: プラチナ - AUS: ゴールド |
| "—"は未発売またはチャート圏外を意味する。 |                        | |    |    |    |    |    |    |    |    |                                |

### ライブ・アルバム
- Live at Brixton Academy (2009年)

### コンピレーション・アルバム
- Jungle Sound: The Bassline Strikes Back! (2004年)

### リミックス・アルバム
- The Reworks (2018年)

### シングル
- "Spiral" / "Ulterior Motive" (2003年)
- "Another Planet" / "Voyager" (2004年)
- "Back 2 You" / "Still Grey" (2004年)
- "Tarantula" / "Fasten Your Seatbelt" (2005年)
- "Slam" / "Out Here" (2005年)
- "Hold Your Colour" / "Steamline" (2006年)
- "Blood Sugar" / "Axle Grinder" (2007年)
- "Granite" (2007年)
- "Propane Nightmares" (2008年)
- "The Other Side" (2008年)
- "Showdown" (2009年)
- "Watercolour" (2010年)
- "Witchcraft" (2010年)
- "The Island" (2010年)
- "Crush" (2011年)
- "Ransom" (2011年)

### 客演
- Baron - Guns at Dawn (2005年)
- Freestylers - Painkiller (2006年)
- Freestylers - Security (2006年)

### リミックス
- The Prodigy - "Voodoo People" (2005年)
- Tony Ansell & Peter Wall - "ABC News Theme" (2010年、オーストラリアiTunes Store限定配信)

### プロモーション用シングル
- "Hardware Limited 03" (2006年)
- "The Tempest" (2008年)
- "Immunize" (2010年)

### ミュージックビデオ
- "Slam" (2005年)
- "Voodoo People [Pendulum Remix]" (2005年)
- "Painkiller" (2006年)
- "Granite" (2007年)
- "Propane Nightmares" (2008年)
- "The Other Side" (2008年)
- "Showdown" (2008年)
- "Salt in the Wounds" (2010年)
- "Watercolour" (2010年)
- "Witchcraft" (2010年)
- "The Island, Pt. I (Dawn)" (2010年)
- "Crush" (2011年)

### その他
次の項目はペンデュラム名義でのアルバムやシングルには収録されていない。

#### コンピレーションアルバムへの提供
- "Vault" (2003年) - 「Kingz of the Rollers EP Volume 3」収録
- "Toxic Shock" (2004年) - 「The Sideshow EP: Chapter 1」収録
- "Kingston Vampires (feat. Fresh)" (2004年) - 「Jungle Sound: The Bassline Strikes Back!」収録
- "Masochist" (2004年) - 「Jungle Sound: The Bassline Strikes Back!」収録
- "Another Planet [VIP mix]" (2005年) - 「Bass Invaderz」収録
- "Masochist [VIP mix]" (2006年) - 「Jungle Sound: Gold」収録
- "Violet Hill" (2008年) - 「Radio 1's Live Lounge - Volume3」収録。コールドプレイの楽曲のカヴァー。

#### 客演
- Fresh & Singing Fats - "Babylon Rising" (2006年) - 「Escape from Planet Monday」収録

#### リミックス
- Concord Dawn - "Tonite" (2004年)
- Fresh - "Submarines" (2004年)
- Nightbreed - "Pack of Wolves" (2004年)
- Ed Rush & Optical - "Bacteria" (2004年)
- Jem - "Just a Ride (Adam F & Pendulum music mix)" (2005年)
- Plan B - "Stay Too Long" (2010年)